# Chofer

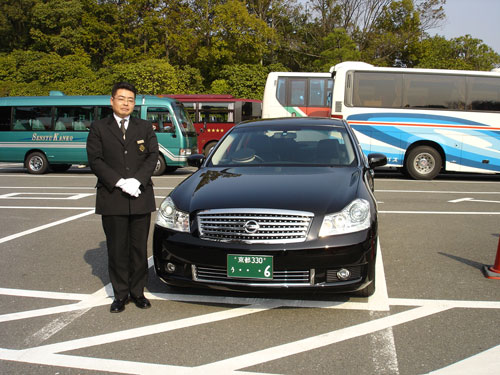
Chófer japonés

El chófer o chofer (Esp. chófer) (Am. chofer) es aquella persona capacitada para conducir el mecanismo de dirección de un vehículo autopropulsado. Puede ejercer el mando de un vehículo de motor (automóvil, ferrocarril, etcétera) contratada para transportar a otras personas, mercancías o animales. En vehículos que circulen en función de aprendizaje de la conducción, es conductor la persona que está a cargo de los mandos adicionales. El chófer puede conducir su propio vehículo, o bien utilizar uno provisto por la persona u organización que lo contrata.
De acuerdo con el DLE el chófer es alguien que por oficio conduce un coche y se admite como femenino la forma «choferesa».

## Etimología
El origen de «chófer» se encuentra en la palabra francesa chauffeur ‘el que calienta’, que a su vez procede del latín calefacere. En Francia, la palabra data del siglo XIX y se aplicaba también a los fogoneros de las locomotoras.

## Funciones
Las funciones del conductor de pasajeros consisten en trasladar a las personalidades o visitantes comerciales o industriales de una empresa desde el punto de llegada, por ejemplo, el aeropuerto o estación de trenes, hasta el lugar de destino, por ejemplo, las instalaciones de la compañía. El chofer espera a sus clientes en un lugar acordado y, tradicionalmente, les abre la puerta tanto para entrar como para salir del vehículo.
En el caso de choferes de mercancías, deben llevar el vehículo desde el depósito de carga hacia el sitio donde debe llevar los bienes. Según el caso, el propio conductor se encarga de descargar los productos, los cargadores van de acompañantes en el vehículo, o los puntos de carga y descarga poseen sus propios cargadores.
Otras de las funciones del chofer pueden consistir en mantener en buenas condiciones el coche, hacerle un mantenimiento periódico y hacerlo lavar antes de cualquier servicio. Nuevamente, esto puede ser responsabilidad de un empleado distinto de quien conduce.
Algunos choferes trabajan a jornada completa para una persona, sociedad o institución. En este caso se pueden utilizar para cualquier tipo de desplazamiento, incluso los más casuales, como ir de compras o realizar recados. Otros choferes de pasajeros pertenecen a empresas que alquilan el coche junto con el chofer, y se utilizan en circunstancias especiales como para agasajar a un visitante, acudir a un evento tal como una boda, asistir a un acto oficial, entre otros. En estos casos, el alquiler está asociado a vehículos de lujo que pueden consistir en coches de gama alta e incluso, limusinas.